# Stare Slemene
Stare Slemene so naselje v Občini Slovenske Konjice.